# Desmodium sonorae
Desmodium sonorae är en ärtväxtart som beskrevs av Asa Gray. Desmodium sonorae ingår i släktet Desmodium och familjen ärtväxter. Inga underarter finns listade i Catalogue of Life.